# Koniec (Wola Różaniecka)
Koniec – część wsi Wola Różaniecka w Polsce, położona w województwie lubelskim, w powiecie biłgorajskim, w gminie Tarnogród.
W latach 1975–1998 administracyjnie należał do województwa zamojskiego.
Wierni Kościoła rzymskokatolickiego należą do parafii Przemienienia Pańskiego w Tarnogrodzie.